# Gerardus Sulyard
Gerardus (Gerard) Sulyard ('s-Hertogenbosch, 10 juni 1691 - Deurne, 17 september 1730) was heer van Deurne tussen 1714 en 1728.
Sulyard volgde zijn oom op, die kinderloos was overleden. Hij was kapitein in dienst van de Republiek en verbleef slechts in de zomermaanden in Deurne met zijn echtgenote Anna Maria Spiering en hun zes kinderen. Sulyard ging in 1728 failliet en moest de heerlijkheid van de hand doen.